# Dicranomyia ochripes
Dicranomyia ochripes är en tvåvingeart som först beskrevs av Alexander 1955.  Dicranomyia ochripes ingår i släktet Dicranomyia och familjen småharkrankar. Inga underarter finns listade i Catalogue of Life.